# Cazuela de barro

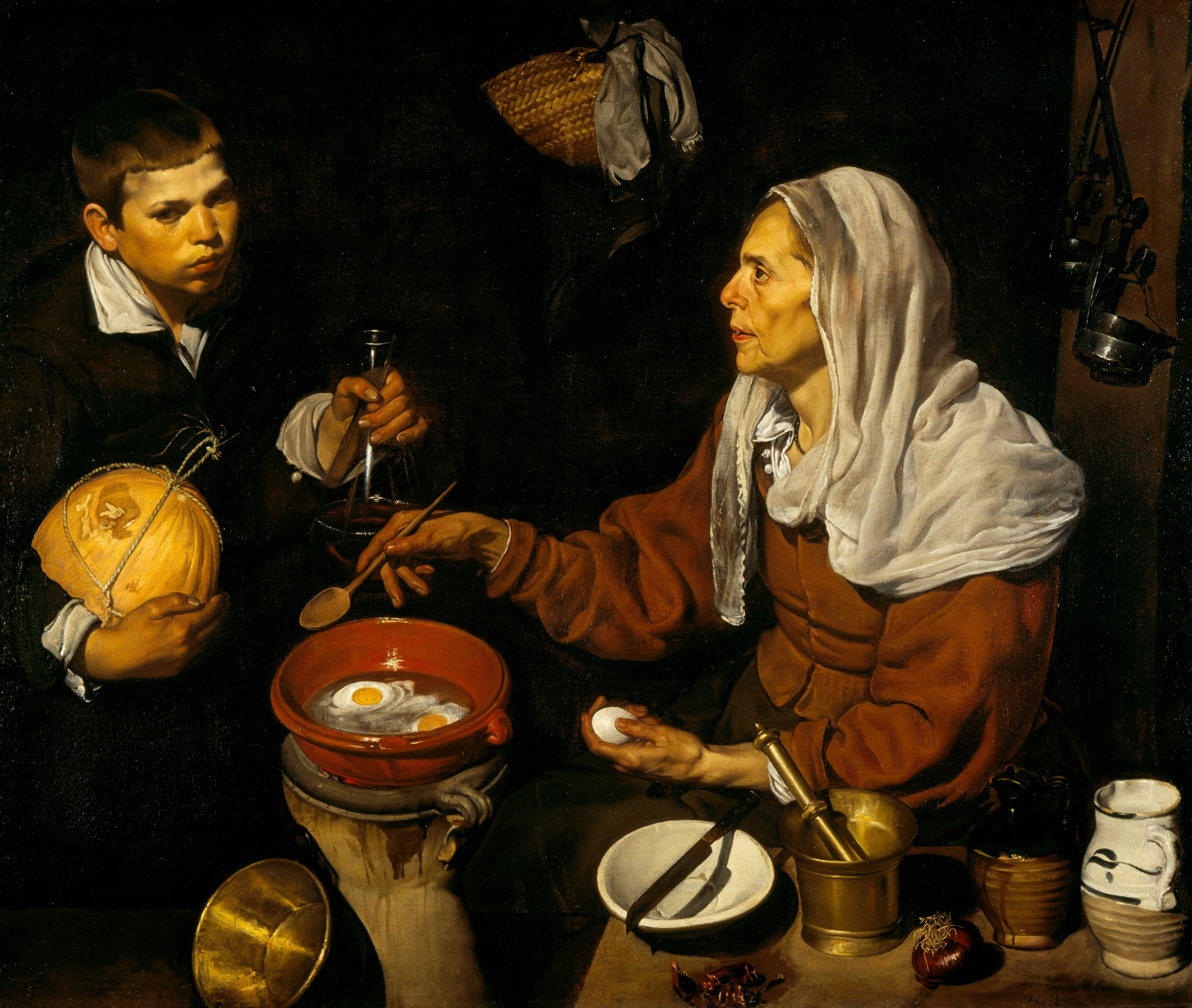
Un ejemplo del uso de la cazuela de barro en la Sevilla del, en el cuadro Vieja friendo huevos, pintado por Diego Velázquez en 1618.

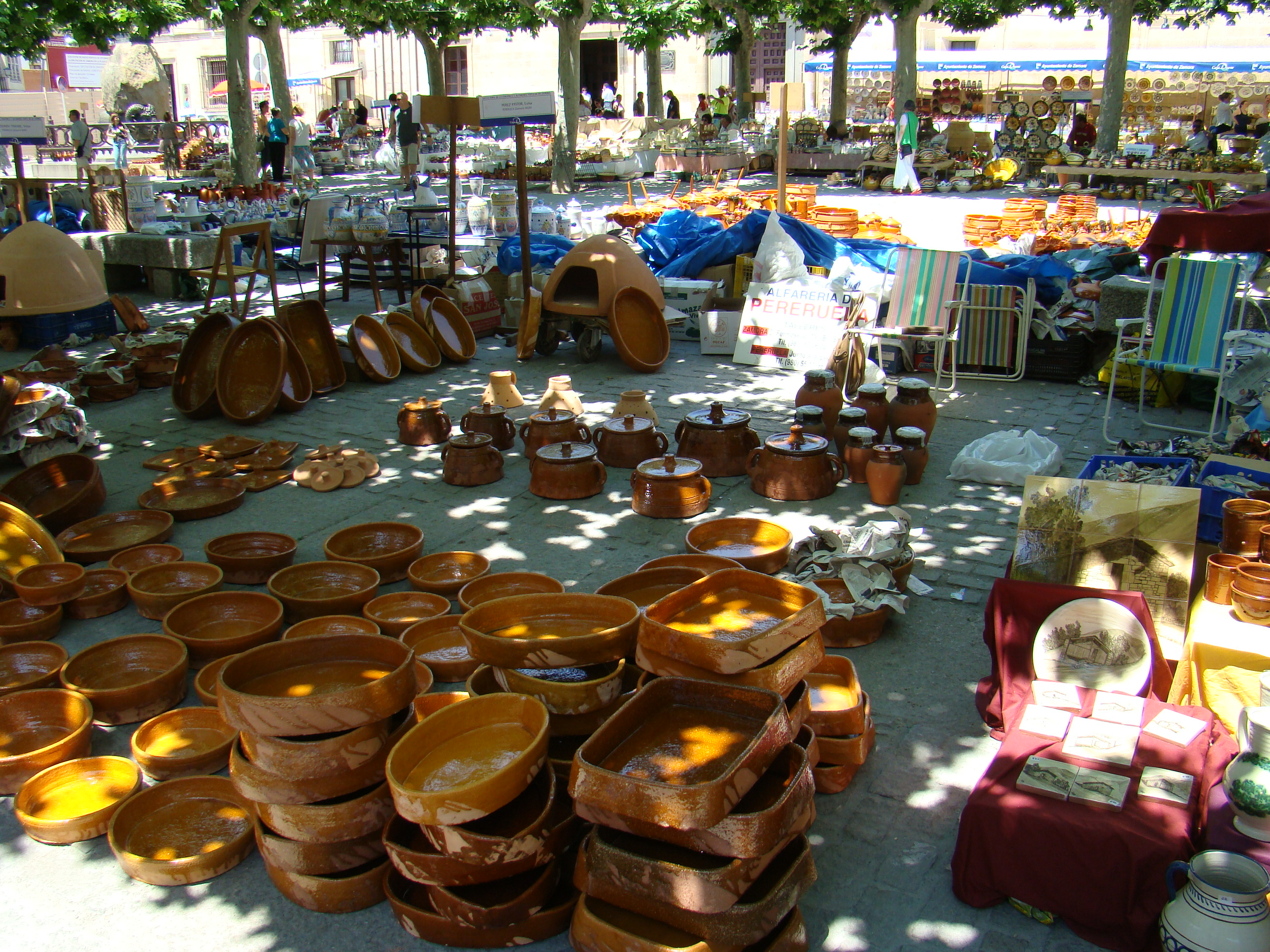
Feria de la cerámica en Zamora en 2008. Un puesto con cacharros (cazuelas de barro) de Pereruela.

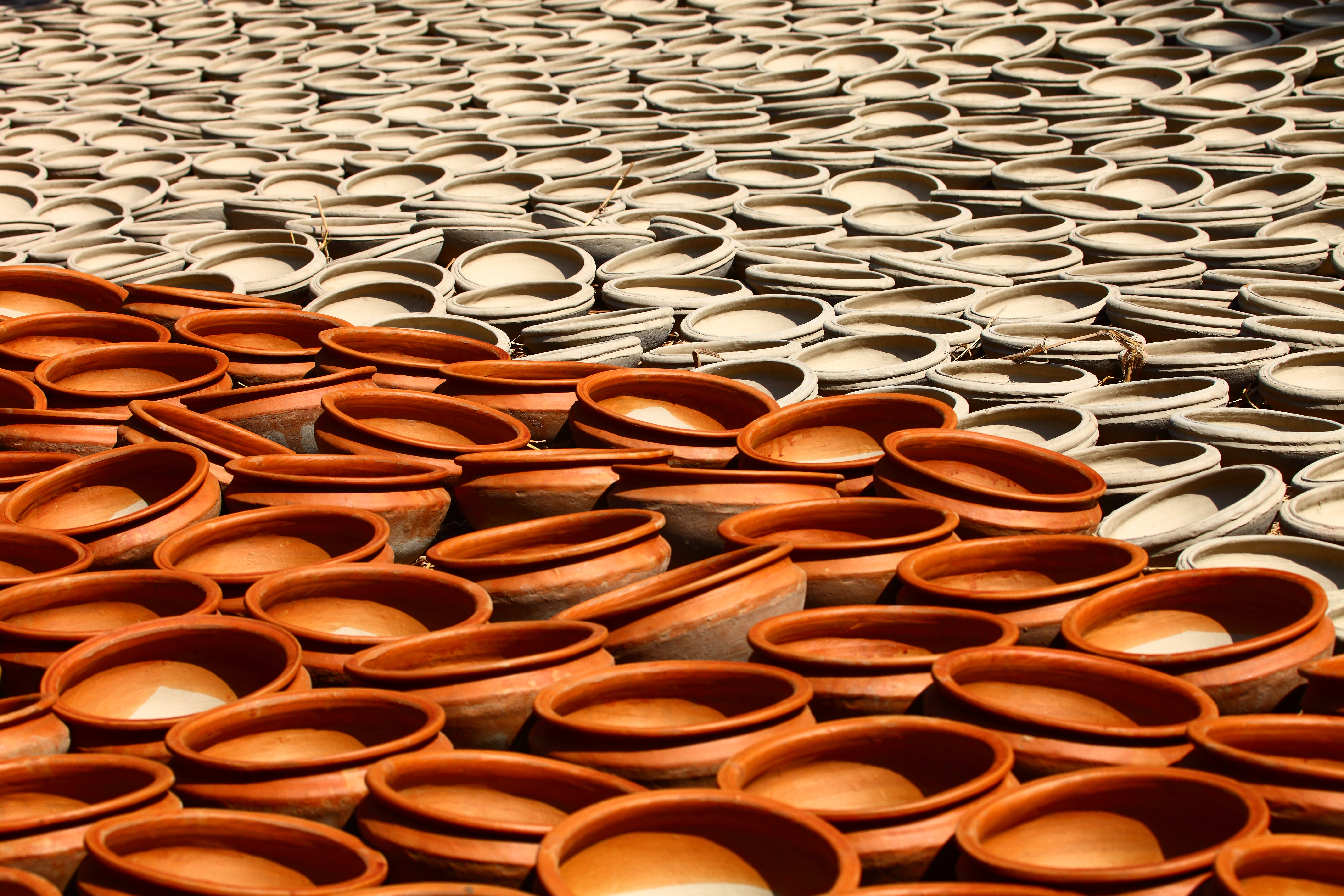
Producción de cazuelas en un alfar tradicional de Balirtek, (Manikgonj), en Bangladés.

Cazuela de barro es una vasija de la familia de las ollas, de cuerpo bajo y vidriado en su interior y de uso habitual en la cocina. Por su presencia en los fondos y hallazgos de la arqueología universal, puede considerarse como una de las vajillas más antiguas y probable precursor del plato y el cuenco en el ajuar alfarero. Como recipiente que preserva el calor cumple un doble servicio de cocinado y vajilla de mesa. También da nombre en la cocina tradicional de España, Portugal, Francia, Italia y la mayoría de los países iberoamericanos a numerosos platos típicos de estos países. En el uso popular del lenguaje puede asociarse con la olla de barro, e incluso con el puchero de barro, aunque morfológicamente son vasijas diferentes.

## Morfología y usos
Con ligeras variaciones en Oriente, Occidente, América y el continente africano, la cazuela presenta unas formas comunes: vaso troncocónico abierto o vasija cilíndrica de diámetro variable. Suele disponer de tapadera.
En la cocina se hace uso preferente para contener aquellos platos que se introducen al horno, sirviendo muchas veces de recipiente que será así servido al comensal sobre la mesa. Se aconseja al comprar una cazuela de barro que se sumerja en agua fría durante toda una noche antes de ser utilizada, y al día siguiente, después de secarla bien conviene frotar el fondo con un diente de ajo y aceite vegetal.

## Cazuelas mexicanas
Aunque existen diferentes diseños, generalmente tienen forma cónica recortada, con 30 cm de diámetro y de 15 a 20 cm de alto. A veces, por la forma se puede saber de dónde es y su uso específico. Las más pequeñas se emplean como salero, plato botanero o simplemente son decorativas y tienen de 2 a 12 cm de diámetro, mientras que las mayores oscilan entre 1 y 3 metros y pueden tener hasta 50 cm de profundidad.
Las formas más comunes son las cazuelas hondas (con aspecto cónico) y las cazuelas extendidas. En ocasiones el nombre popular con que se conocen depende de la forma, el tamaño y el uso que se les da, como ocurre con la cazuela arrocera (extendida) o con la cazuela molera (grande y profunda, más de 50 litros).

### Controversia del plomo
A raíz del caso de una niña de 7 años a la que se le detectó un nivel alto de plomo en sangre en 1991, el Grupo de los Cien alertó al gobierno de México sobre los riesgos del esmalte vidriado en cazuelas y jarros de barro elaborados artesanalmente, cuyo componente principal es óxido de plomo.
En noviembre de 1993 se inició un programa de reducción progresiva en los niveles máximos permitidos de plomo en el vidriado. Pero, según el Fondo Nacional para el Fomento de las Artesanías a 2016 no se consiguió erradicar su uso, principalmente debido a la resistencia de los artesanos y la imposibilidad de realizar controles adecuados.
En 1995 se realizó un estudio para determinar si lavar las cazuelas con vinagre (ácido acético) puede eliminar completamente el plomo del revestimiento. Cuyo resultado fue negativo y llegó a la conclusión de que ningún método casero puede lograrlo.
En 2018 se realizó el primer estudio nacional a gran escala, incluyendo localidades con menos de 100 000 habitantes, en niños de 1 a 4 años con la finalidad de medir su concentración de plomo en sangre e intentar dilucidar el origen del mismo. Se encontró que, a nivel nacional, el 28.9% tenía «concentraciones moderadas» y el 21.8%, «concentraciones elevadas». Esto último representa poco más de un millón de niños. Un poco más de 8.0% presentó niveles por encima de 10mg/dL. Se concluyó que, con estos valores, México tiene una «prevalencia muy elevada» y que hay una «asociación altamente significativa» (p<0.02) entre la frecuencia de uso de loza de barro vidriada y la concentración de plomo en sangre.
Estos datos fueron confirmados en un estudio de 2022 que, además, añadió que la producción de dichos artefactos produce también contaminación ambiental (aire y agua) y paraocupacional. Contribuyendo a la contaminación de personas que no consumen directamente de estos recipientes pero viven cerca de donde se manufacturan. También encontró evidencia de que una madre que consuma sobre barro vidriado con plomo puede transmitirlo a su hijo recién nacido.

## Platos servidos en cazuela

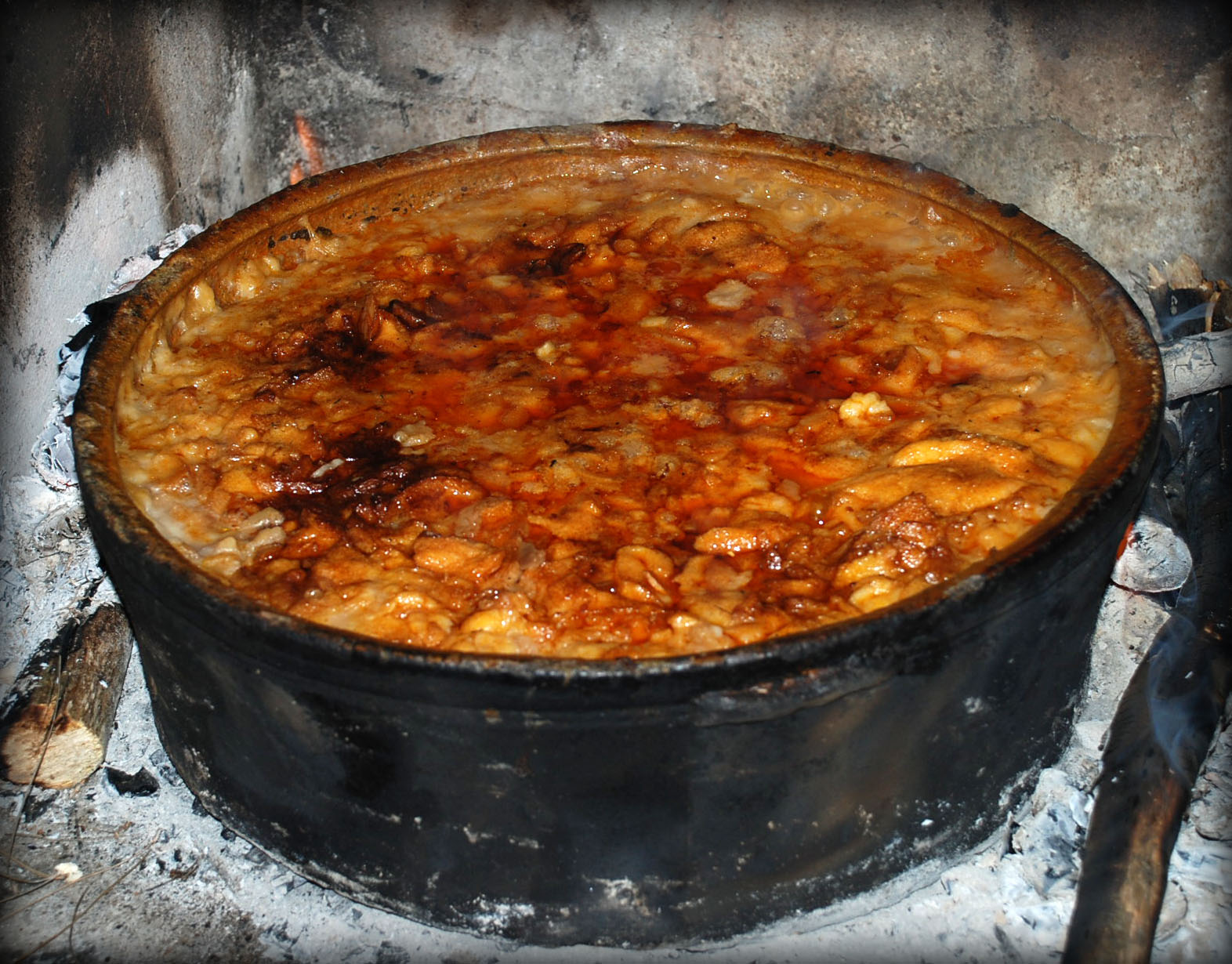
Sopas de rastrojo tostándose al fuego en una cazuela de barro.

### Gastronomía de España
- Asadillo de la Mancha
- Cocidos: adafina, cocido madrileño, etc
- Bacalao al ajoarriero
- Gambas al ajillo
- Duelos y quebrantos
- Marmitako
- Perdices escabechadas
- Sopa de ajo

### Gastronomía de Francia
- Baeckeoffe
- Cassoulet
- Pot-au-feu